# Insula Arran
Insula Arran (engleză Isle of Arran, gaelică scoțiană:Eilean arainn, norvegiană: Herrey), este o insulă în Firth of Clyde, care aparține de zona de consiliu North Ayrshire, Scoția, a nu se confunda cu Insluele Aran care se află lângă coasta de vest a Irlandei.

## Topografie
Insula are lățimea de 16 și lungimea de 32 de km  (430 km²). Insula are un relief accidentat muntos cu altitudinea maximă (Goat Fell (874 m)) și cu smârcuri în nordul insulei. În partea de sud-vest se află un golful Lamlash, în perimetrul căruia se află o insulă mai mică (Insula Holy).

### Tabelul altitudinilor celor mai mari de pe insulă[2]
| Nume                | Altitudine |
| ------------------- | ---------- |
| Goat Fell           | 874 m      |
| Beinn Tarsuinn      | 826 m      |
| Cir Mhor            | 799 m      |
| Beinn Nuis          | 792 m      |
| A'Chir              | 745 m      |
| Beinn a' Chliabhain | 675 m      |

## Climat, vegetație
Clima blândă oceanică se datorează curentului Gulf-Stream. Catacol whitebeam este o specie nouă de arbori descoperită aici. Doar două specimene de acest tip (considerat endemic pentru insulă) au fost identificate. Este cea dea treia specie endemică identificată pe Arran.

## Populație și localități
Insula avea în 2001 o populație de 5.058 locuitori. Principala localitate de pe insulă este Brodick. Pe insulă se mai află localități, dintre care mai importante sunt: Lamlash (în sud-est, la sud de Brodick, port la golful omonim), Whiting Bay (în SE), Blackwaterfoot (în V), Pirnmill (în NV) și Lochranza (în N). 